# نمط لحني

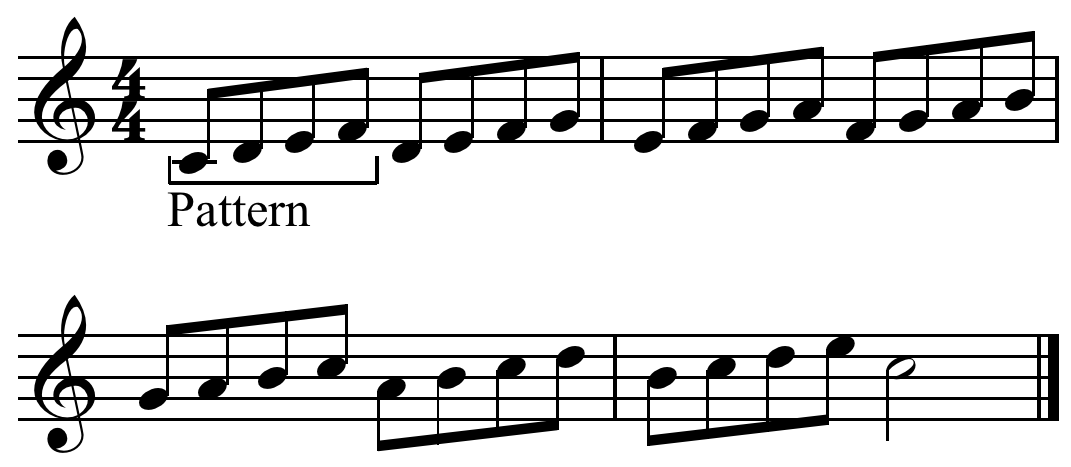
نمط لحني بسيط.</img>

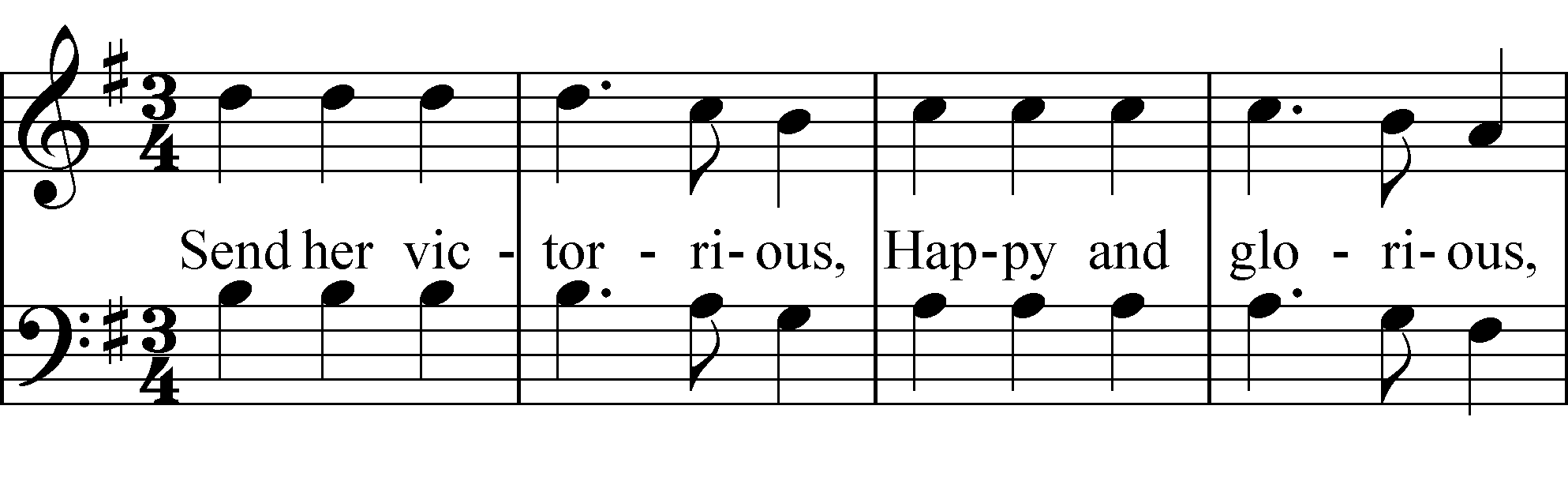
تسلسل لحني على سطور "أرسلها منتصرة" و "سعيدة ومجيدة" من "حفظ الله الملكة"</img>

النمط اللحني أو الموتيفة (في الموسيقى) هو وحدة بنائية أو بذرة تستخدم كأساس للنمط المتكرر.
وهو بناء يمكن استخدامه في أي سلم موسيقي. يتم استخدامه بشكل أساسي في المعزوفات المنفردة لأنه يمكن أن يكون مفيدًا للغاية عند الارتجال إذا مورس بشكل كافٍ.
وعند تكرار النمط يسمى هذا التكرار «تسلسلاً». ويشير «التسلسل» إلى تكرار جزء بنغمة أعلى أو أقل،  ويتم تمييز التسلسل اللحني عن التسلسل الهارموني. وأحد الأمثلة على الموتيفة والتسلسل اللحني هو نغمات السطر الأول «أرسلها منتصرة»، والذي يتكرر بنغمة أقل في السطر الثاني «سعيدة ومجيدة»، من أنشودة «حفظ الله الملكة».

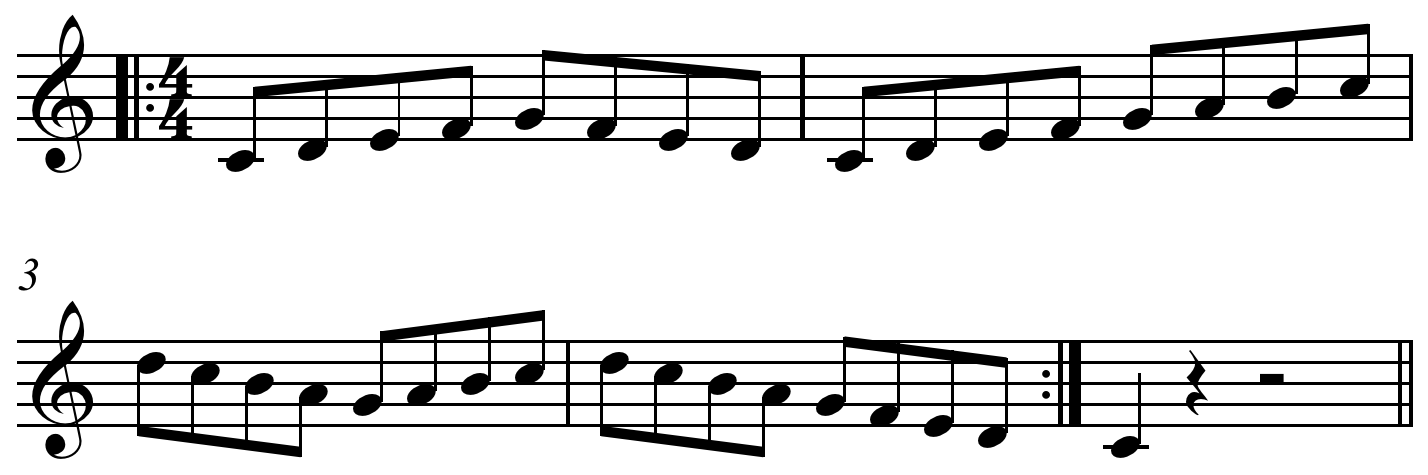
النمط اللحني في سلم دو ميجور.

"النمط اللحني هو بالضبط ما يوحي به الاسم: لحن يتكون من نمط الثابت". وتكون التيمة أو الموتيفة واضحة، ويتم تكرارها بشكل أكثر أو أقل دقة، لكن في طبقات صوتية مختلفة".